# أرطاوي (العراق)
أرطاوي منطقة في شمال قضاء الزبير في محافظة البصرة جنوب العراق، مساحتها 140280 دونماً عراقياً، وهي إحدى مقاطعات مركز قضاء الزبير في الشمال الغربي منه، أرطاوي مقاطعة رقمها 11، حدودها جنوباً مقاطعة النخيلة رقم 10 ضمن مركز قضاء الزبير، وغرباً ناحية سفوان مقاطعة شعيب الباطن رقم 14 ومقاطعة شعيب بطين رقم 7، وشمالاً قضاء المُدَينة. أرطاوي هي ضمن الهضبة الغربية التي يرتفع سطحها تدريجياً باتجاه السعودية والكويت. وتلول أرطاوي، موقع أثري في قرية أرطاوي من العهد الإسلامي، مسجل في المواقع الأثرية بالعراق، وكان بأرطاوي مطارٌ عسكري ثانوي، في غرب قاعدة الوحدة العسكرية، والمسافة بينهما 20 كيلومتراً. كانت أرطاوي تتخذ لهواية القنص، وفي أرطاوي حقل أرطاوي النفطي.